# USS Smith (DD-378)
DD 378 Smith (Корабль соединённых штатов Смит) — американский эсминец типа «Мэхэн».
Заложен на верфи Mare Island Navy Yard 27 октября 1934 года. Спущен 20 февраля 1936 года, вступил в строй 19 сентября 1936 года.
Выведен в резерв 28 июня 1946 года. Из состава ВМС США исключён 25 февраля 1947 года.
Продан 20 августа 1947 года фирме «ugo Neu Steel Products Inc.» в Нью-Йорк и разобран на слом.